# ¿Qué es la inteligencia?
¿Qué es la inteligencia?: Más allá del Efecto Flynn es un libro escrito por el psicólogo James Flynn y publicado en 2007, que describe su modelo para una explicación del homónimo efecto Flynn. El libro resume mucho del trabajo de Flynn en esta área, así como el de su colega William Dickens, de la Institución Brookings.

## Las cuatro "paradojas" del efecto Flynn
Artículo principal: Efecto Flynn
El libro comienza con una descripción de lo que generalmente se conoce como "el efecto Flynn": el aumento constante de una generación a la siguiente en los puntajes promedio en las pruebas de cociente intelectual a lo largo del tiempo. Flynn señala que este efecto aparentemente contradice algunas creencias fundamentales sobre el coeficiente de inteligencia que los investigadores de inteligencia humana tenían desde hace mucho tiempo, y clasifica estas contradicciones en cuatro aparentes "paradojas":
- La paradoja del análisis factorial: investigaciones pasadas han mostrado evidencia de un factor único, "g" o inteligencia general, subyacente al cociente intelectual. Sin embargo, el efecto Flynn tiene diferentes grados en las subpruebas de la prueba WISC, lo que sugiere que la inteligencia medida por las pruebas de cociente intelectual es multidimensional. Flynn plantea esto como: "¿cómo puede la inteligencia ser una y muchas al mismo tiempo?".
- La paradoja de la inteligencia: el efecto Flynn muestra mejoras significativas en el cociente intelectual en una escala de tiempo corta, pero no notamos en la vida cotidiana que los jóvenes sean significativamente más inteligentes que sus padres o abuelos.
- La paradoja del retraso mental: el nivel de cociente intelectual comúnmente asociado con el retraso mental es de 75. Si el efecto Flynn se extrapola a 1900, el CI medio estaría entre 50 y 70, es decir, la persona promedio en 1900 habría sido incapacitada intelectualmente por las modernas normas de cociente intelectual
- La paradoja de los gemelos idénticos: la investigación anterior sobre coeficientes de inteligencia ha mostrado una estrecha relación entre los coeficientes intelectuales de gemelos idénticos criados por separado; un hecho utilizado como evidencia de una base genética para las diferencias en el coeficiente de inteligencia. Los rápidos cambios en el coeficiente de inteligencia mostrados por el efecto Flynn sugieren, por el contrario, que los factores ambientales tienen una mayor influencia en el coeficiente de inteligencia que los genes.

Gran parte del resto del libro se dedica a proponer posibles formas de resolver estas incoherencias, delineando a lo largo del camino una reconceptualización de la "inteligencia" y cómo podría medirse y estudiarse mejor.

## El modelo de Dickens / Flynn
El modelo de Dickens / Flynn, como se describe en el libro, intenta explicar el efecto de Flynn sugiriendo que los genes y el entorno han interactuado de manera que conduce a una multiplicación de la influencia de ambos en las puntuaciones de CI. En particular, las personas ahora viven en un entorno cognitivo que ha cambiado sustancialmente durante el siglo pasado. Las nuevas formas de pensar y los nuevos modos de comunicación y entretenimiento han cambiado la forma en que las personas piensan en la sociedad. A nivel individual, un efecto multiplicador similar lleva a las personas con una ventaja genética en la inteligencia a buscar entornos cognitivamente más desafiantes, exagerando así las diferencias individuales en inteligencia. En ambos casos, el papel de un entorno cognitivo mejorado desempeña un papel en las diferencias dentro de la generación y entre generaciones en los puntajes de CI.

## Marco conceptual: BIDS
Flynn ofrece un marco para desarrollar aún más las teorías de la inteligencia. El marco involucra tres niveles conceptuales para comprender la inteligencia:
- B-Brain. Cómo está estructurado el cerebro
- ID-diferencias individuales. Cómo difieren los individuos en tareas cognitivas.
- S-Society. Cómo las tareas cognitivas del mundo real muestran tendencias a lo largo del tiempo.

Flynn continúa criticando el imperialismo conceptual como un error particular en el que esos diversos niveles se confunden con un solo nivel; por ejemplo, las diferencias cerebrales o sociales se ven principalmente en términos de inteligencia general, un concepto del nivel de diferencias individuales.

## Abstracciones taquigráficas: SHA
Flynn ofrece un mecanismo para mejorar el rendimiento cognitivo en la sociedad; abstracciones taquigráficas o SHA. SHA es una palabra o frase que describe algún fenómeno complejo de una manera que permite a las personas pensar más fácilmente en cuestiones abstractas. Algunos SHA notables sugeridos por Flynn son mercado, porcentaje, selección natural y placebo.

## Revisiones
Charles Murray, el coautor de La Curva de Bell (1994), escribió en su comentario sobre este libro, que apareció en la cubierta trasera en la publicación, "Este libro es una mina de oro de autores punteros que apuntan líneas de trabajo interesante, muchas de las cuales eran nuevas para mí. Todos los que luchan con las extraordinariamente difíciles preguntas acerca de la inteligencia que Flynn describe están en deuda con él".
- Revista de Psicología de Holanda
- New Yorker
- American Scholar
- Revista New Scientist
- Cosma Shalizi
- Tyler Cowen